# Elephantopus tomentosus
Elephantopus tomentosus  es una especie de planta fanerógama de la familia de las asteráceas.

## Distribución
Es originaria del sudeste de Estados Unidos, donde florece de julio a septiembre.
Es conocida coloquialmente como pie lanoso de elefante y la abuela del diablo.

## Taxonomía
Elephantopus tomentosus fue descrita por Carlos Linneo y publicado en Species Plantarum 2: 814. 1753.
Etimología
Elephantopus: nombre genérico que deriva de las palabras griegas: 
elephantos = "elefante", y pous = "pie"; probablemente en alusión a las rosetas de grandes hojas basales.
tomentosus: epíteto latíno que significa "peluda".
Sinonimia
- Elephantopus bodinieri Gagnep.
- Elephantopus nudicaulis Elliott
- Elephantopus nudicaulis var. major Hook.
- Elephantopus nudicaulis var. nudicaulis
- Elephantopus tomentosus var. nudicaulis (Poir.) C.F.Baker
- Elephantopus tomentosus f. rotundatus Fernald
- Elephantopus tomentosus f. tomentosus
- Elephantopus tomentosus var. tomentosus
- Elephantopus virgatus Desv.[6]